# Pomponio Cecci
Pomponio Cecci (ur. w Rzymie, zm. 4 sierpnia 1542 tamże) – włoski kardynał.

## Życiorys
Urodził się w Rzymie, a w młodości studiował filozofię oraz astronomię. 12 sierpnia 1538 roku został wybrany biskupem Civita Castellana. Rok później został przeniesiony do diecezji Nepi i Sutri, a także pełnił funkcję wikariusza generalnego Rzymu. 2 czerwca 1542 roku został kreowany kardynałem prezbiterem i otrzymał kościół tytularny San Ciriaco alle Terme Diocleziane. Zmarł 4 sierpnia tego samego roku w Rzymie.